# Ingemar Braennstroem
John Arnold Ingemar "Braennstroem" Brännström, född 21 april 1940 i Skellefteå stadsförsamling, Västerbottens län, död 18 augusti 1995 i Gustav Vasa församling, Stockholms län, var en svensk sångare, dirigent och tonsättare.
Braennstroem var sånganförare för uppsalakörerna Norrlandskören vid Norrlands nation 1967–1973 och  Allmänna Sången 1970, samt dirigent för kammarkören Sacré Choeur. Han medverkade som solist vid Vadstena-Akademien 1975, och var senare dirigent för bland annat Immanuelskyrkans kör i Stockholm.

## Verk
- Sjung Halleluja! ur Mitt hjärta prisar Herren. Mixturen. Notbilagor, 99-0728987-6 ; 1190. Stockholm: M. Braennstroem/Frikyrkliga studieförb. 1997. Libris 2434336
- Den kung vi väntar musik i advent. Sacré choeur serie ; 21. Stockholm: Sacré choeur produktion. 1992. Libris 1590073
- Vi kan inte tiga. Mixturen. Notbilagor, 99-0728987-6 ; 1144. Älvsjö: Frikyrkliga studieförb. 1992. Libris 1747169
- Braennstroem, Ingemar; Hallqvist Britt G., Hartman Olov, Frostenson Anders, Hellström Jan Arvid (1986). Mitt hjärta prisar Herren andliga sånger och visor : för 3-, 4- eller 5-stämmig kör med eller utan instrument. Ingstroem körserie, 99-0855711-4 ; 16. Stockholm: Ingstroem musikproduktion. Libris 832286
- Braennstroem Ingemar, red (1986). Var inte rädd psalmer och visor för 3-, 4- eller 5-stämmig kör med eller utan instrument. Ingstroem körserie, 99-0855711-4 ; 17. Stockholm: Ingstroem musikproduktiom. Libris 835676
- Ett barn är fött traditionella julsånger. Ingstroem körserie, 99-0855711-4 ; 13. Stockholm: Ingstroem musikproduktion. 1985. Libris 10950806
- Alla är vi ett Bibelkörer till NT 81 : för församling, 2-, 3- eller 4-stämmig kör med eller utan instrument. Ingstroem körserie, 99-0855711-4 ; 8. Stockholm: Ingstroem musikproduktion. 1984. Libris 10951305
- Livet vill blomma andliga sånger och visor för 3-, 4- eller 5-stämmig kör med eller utan instrument. Ingstroem körserie, 99-0855711-4 ; 7. Stockholm: Ingstroem musikproduktion. 1984. Libris 2085954
- Den kung vi väntar musik i advent för 3- eller 4-stämmig kör med instrument. Ingstroem körserie, 99-0855711-4 ; 1. Stockholm: Ingstroem musikproduktion. 1983. Libris 10952341
- Den signade dag folkliga koraler från Höör. Ingstroem körserie, 99-0855711-4 ; 3. Stockholm: Ingstroem musikproduktion. 1983. Libris 10952299
- Vi kan inte tiga Bibelkörer NT 81 : ackompanjemangssatser, 2-, 3-, 4-stämmiga körsatser. Stockholm: Ingstroem musikproduktion. 1982. Libris 10645658
- Braennstroem, Ingemar; Hallqvist Britt G. (1981). Följ mig, säger Jesus. Sångblad. EFS ; 412. Stockholm: EFS-förlaget. Libris 10970757
- Braennstroem, Ingemar; Hartman Olov, Setterlind Bo, Hellström Jan Arvid, Wålsten Mårten, Hallqvist Britt G., Thorsell Anna-Stina (1981). Livet vann. Stockholm: Gummessons bokförlag. Libris 785688

## Diskografi
- Den dagen – Sacré Choeur (1977)
- Salomos höga visa – Immanuelskyrkan (Stockholm): kammarkören (1980)
- Det stora undret (1981)
- Livet vann – Sacré Choeur (1981)
- Den kung vi väntar (1983)
- On a higher breeze – Sacré choeur (1991)